# Universal Audio
Universal Audio (en español: Sonido universal) es el quinto álbum de estudio de la banda de indie rock escocesa The Delgados. Fue publicado el 20 de septiembre de 2004 a través de Chemikal Underground. Descrito como su «tan esperado álbum pop», mantiene su yuxtaposición de melodías alegres con melancolía irónica.
Meses después de la publicación del álbum, el bajista Stewart Henderson decidió dejar la banda, mientras los miembros restantes optaron por disolver la agrupación en abril de 2005.

## Concepto
Luego de embarcarse en una gira promocional por Hate, la vocalista Emma Pollock nota que a pesar de disfrutar la experiencia, gran parte de las presentaciones recaía más en los músicos invitados. Como resultado, las canciones en el álbum carecen del sonido chamber pop presente de sus producciones previas con Dave Fridmann, forjando un álbum con un sonido más directo y arraigado en el pop melódico de The Beatles. Debido a esta nueva estructura de composición, el material fue comparado con los álbumes Final Straw de Snow Patrol, Songs from Northern Britain de Teenage Fanclub, y Skylarking de XTC.

## Lista de canciones
Todas las canciones escritas y compuestas por The Delgados. 
| N.º   | Título                         | Duración |  |
| 1.    | «I Fought the Angels»          | 3:20     |  |
| 2.    | «Is This All That I Came For?» | 3:16     |  |
| 3.    | «Everybody Come Down»          | 3:14     |  |
| 4.    | «Come Undone»                  | 3:31     |  |
| 5.    | «Get Action!»                  | 4:19     |  |
| 6.    | «Sink or Swim»                 | 2:57     |  |
| 7.    | «Bits of Bone»                 | 2:45     |  |
| 8.    | «The City Consumes Us»         | 4:14     |  |
| 9.    | «Girls of Valour»              | 3:56     |  |
| 10.   | «Keep on Breathing»            | 4:06     |  |
| 11.   | «Now and Forever»              | 5:04     |  |
| 40:42 |                                |          |  |

| Bonus tracks (Japón) |                     |          |  |
| N.º                  | Título              | Duración |  |
| 12.                  | «Don't Leave Clean» | 3:44     |  |
| 13.                  | «I See Secrets»     | 3:27     |  |
| 47:53                |                     |          |  |

## Créditos y personal
Adaptados desde el booklet.
| The Delgados - Alun Woodward – Voz, guitarra. - Emma Pollock – Voz, guitarra. - Stewart Henderson – Bajo. - Paul Savage – Batería. Músicos adicionales - Alan Barr – Cello (4, 10). - Stevie Jackson – Harmónica (5). - Mother and the Addicts – Voces de apoyo (10). - Jamie Savage – Guitarra acústica (6). - Lewis Turner – Teclados, piano. - Susan Turner – Acordeón (10). | Producción y diseño - Tony Doogan – Grabación, mezcla, producción. - The Delgados – Producción. - Bulletproof ID – Diseño de carátula. - Stuart Reidman – Fotografía retrato. - Kirsty Anderson – Fotografía grupal. |

## Posicionamiento en listas
| Listas (2004)                    | Mejor posición |
| -------------------------------- | -------------- |
| Escocia (Scottish Albums)        | 49             |
| Reino Unido (UK Albums)          | 105            |
| Reino Unido (Independent Albums) | 14             |